# داني ماهوني
داني ماهوني (بالإنجليزية: Danny Mahoney)‏ هو لاعب كرة قاعدة أمريكي، ولد في 6 سبتمبر 1888 في هافر هيل في الولايات المتحدة، وتوفي في 28 سبتمبر 1960 في أوتيكا في الولايات المتحدة.

## وصلات خارجية
- داني ماهوني على موقعبيزبول رفرنس.كوم (الدوري الرئيسي) (الإنجليزية)
- داني ماهوني على موقعبيزبول رفرنس.كوم (الدوري الثانوي) (الإنجليزية)